# Șemlacu Mic

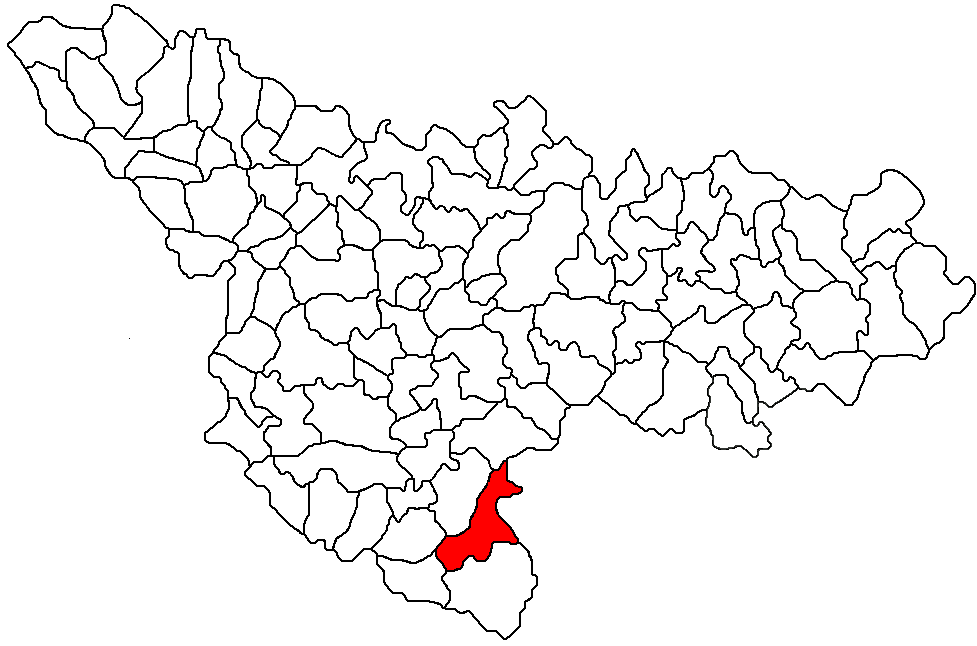
Lage der Kleinstadt Gătaia im Kreis Timiș

Șemlacu Mic (deutsch Klein-Schemlak auch Kleinschemlak, ungarisch Vársomlyó) ist ein Ort im Westen Rumäniens im Kreis Timiș etwa 60 km südwestlich von Timișoara (Temeswar). Er ist eingemeindet in die Kleinstadt Gătaia.

## Geschichte
Der Ort verdankt der mittelalterlichen Festung Vársomlyo am Fuße des nordöstlich gelegenen Schumig-Berges, ein rund 200 Meter hoher Vulkankegel aus dem Tertiär seinen Namen. Während der Türkenherrschaft wurde die Festung aus strategischen Gründen völlig zerstört. Zwischen 1816 und 1818 ließen die Grundbesitzer, die kroatische Familie Ostoitsch, deutsche Siedler, vorwiegend aus Württemberg, anwerben und auf ihrem privaten Grundbesitz in Kleinschemlak ansiedeln. Die ersten Ansiedler – 16 bis 18 Familien – waren evangelischen Glaubens Augsburger Bekenntnisses und gehörten der Siebenbürgisch-Sächsischen Kirche an. Bei der Grundablösung 1855 wurde das Grundbuch eingeführt. Nun bekam auch Kleinschemlak eine eigene, von der Grundherrschaft unabhängige, Gemeindeverwaltung mit einem frei gewählten Richter. Nach dem Österreichisch-Ungarischen Ausgleich erhielt das Dorf den offiziellen Namen Vársomlyó.
Am 4. Juni 1920 wurde das Banat infolge des Vertrags von Trianon dreigeteilt. Der größte, östliche Teil, zu dem auch Schemlak gehörte, fiel an das Königreich Rumänien.
1923 wurde Șemlacu Mic als amtliche Bezeichnung eingeführt.
Infolge des Waffen-SS Abkommens vom 12. Mai 1943 zwischen der Antonescu-Regierung und Hitler-Deutschland wurden alle deutschstämmigen wehrpflichtigen Männer in die deutsche Armee eingezogen.
Noch vor Kriegsende, im Januar 1945, fand die Deportation aller volksdeutschen Frauen zwischen 18 und 30 Jahren und Männer im Alter von 16 bis 45 Jahren zur Aufbauarbeit in die Sowjetunion statt.
Das Bodenreformgesetz vom 23. März 1945, das die Enteignung der deutschen Bauern in Rumänien vorsah, entzog der ländlichen Bevölkerung die Lebensgrundlage. Der enteignete Boden wurde an Kleinbauern, Landarbeiter und Kolonisten aus anderen Landesteilen verteilt. Anfang der 1950er Jahre wurde die Kollektivierung der Landwirtschaft eingeleitet.
Durch das Nationalisierungsgesetz vom 11. Juni 1948, das die Verstaatlichung aller Industrie- und Handelsbetriebe, Banken und Versicherungen vorsah, fand die Enteignung aller Wirtschaftsbetriebe unabhängig von der ethnischen Zugehörigkeit statt.
Da die Bevölkerung entlang der rumänisch-jugoslawischen Grenze von der rumänischen Staatsführung nach dem Zerwürfnis Stalins mit Tito und dessen Ausschluss aus dem Kominform-Bündnis als Sicherheitsrisiko eingestuft wurde, erfolgte am 18. Juni 1951 die Deportation „von politisch unzuverlässlichen Elementen“ in die Bărăgan-Steppe unabhängig von der ethnischen Zugehörigkeit. Die rumänische Führung bezweckte zugleich den einsetzenden Widerstand gegen die bevorstehende Kollektivierung der Landwirtschaft zu brechen. Als die Bărăganverschleppten 1956 heimkehrten, erhielten sie die 1945 enteigneten Häuser und Höfe zurückerstattet. Der Feldbesitz wurde jedoch kollektiviert.

## Einwohner
In Klein-Schemlak war der Anteil von Banater Schwaben bis in die 1970er Jahre sehr hoch. Heute lebt nur noch eine deutsche Familie dort.
Șemlacu Mic hat ca. 200 Einwohner. Der Ort verfügt über eine alte evangelische Kirche und ein Kloster, Mănăstirea Săraca, welches zur Rumänisch-Orthodoxen Kirche gehört.